# Alexander Czerwinski
Alexander Czerwinski (* 10. April 1969 in Rostock) ist ein deutscher Schauspieler und ehemaliger Judoka, Sumo-Weltmeister und Defense-Spieler der American-Football-Mannschaft Rostock Griffins.

## Leben
Als 12-Jähriger kam Czerwinski zum Trainingszentrum Judo der HSG Uni Rostock und wurde von der Talentsichtung der Kinder- und Jugendsportschule des ASK Vorwärts Frankfurt (Oder) entdeckt. Er kämpfte ab 1982 für den ASK Frankfurt (Oder). Er erreichte u. a. im Jahr 1984/85 den zweiten und dritten Platz im 11-Länderturnier im tschechoslowakischen Jicin, wurde im Jahr 1985 Sieger der DDR-Spartakiade in Berlin und holte ein Jahr später Silber beim Internationalen Jugend- und Juniorenturnier in Meißen, das mit Sportlern aus dem gesamten Ostblock hochkarätig besetzt war. Im selben Jahr verließ er den ASK Frankfurt (Oder).
Im Jahr 1998 begann er mit dem Training als Sumo-Ringer. Hier wurde er ein Jahr später Vizemeister im Schwergewicht und Open-Kategorie bei der Deutschen Meisterschaft in Riesa, im Jahr 2000 Vize-Europameister mit der Mannschaft in Krakau sowie Weltmeister mit der Mannschaft in Sao Paulo. Bis 2004 war er als Sumotori aktiv und errang seine letzte Medaille im Jahr 2004 bei der Weltmeisterschaft in Riesa, als er mit der Mannschaft Bronze gewann.
Im Jahr 2005 begann er wieder mit dem Judo-Training und startete gleich mit einem 2. Platz bei der Judo-Masters-EM in London. Ein Jahr später folgte der 2. Platz bei der Judo World Masters Tours in Frankreich. Im Jahr 2007 folgten eine Silbermedaille im Schwergewicht bei den Austrian Open in Graz, Silbermedaille im Schwergewicht bei den European Games in Kiew, Silbermedaille im Schwergewicht bei den Italian Open in Mailand. Czerwinski beschloss das Jahr 2007 mit dem 5. Platz im Schwergewicht bei der Weltmeisterschaft in Chiang-Mai/Thailand.
Bis 2013 spielte er für das American Football Team der Rostock Griffins. Er spielte im Defensive Team und war als Nose Tackle für seine harten, aber fairen Attacken gegen die gegnerischen Quarterbacks bekannt. Anlässlich des Superbowls 2013 wurde er in die Hall of Fame der Rostock Griffins aufgenommen.
2005 erschien die Biografie „Sumo-Alex“, die er zusammen mit dem Journalisten Jürgen Rösler geschrieben hat. Am 1. März 2014 erschien seine Lebensgeschichte unter dem Titel „Sozialismus – Skinhead – Sumo“.
Seit mehreren Jahren ist Alexander Czerwinski auch als Schauspieler aktiv.

## Filmografie (Auswahl)
- 2000: Sumo Bruno (Kinofilm)[8]
- 2007: Hardcover (Kinofilm)[9]
- 2008: Krummes Tour (Fernsehserienpilot)
- 2012: Wenn das Blut kocht (Kinofilm)
- 2013: Wir bitten zum Verhör – Patient 306 (Kurzfilm)
- 2015: Won´t Recognize (Kurzfilm)
- 2015: Unter uns (RTL)
- 2015: Tschiller: Off Duty (Kino)
- 2015: Notruf Hafenkante (ZDF)
- 2015: Laut gegen Nazis – No Brain (Social Spot) mit einem Vorwort von Smudo
- 2016: Praxis mit Meerblick (ARD)
- 2016: Verbindungsfehler (Sat.1)
- 2017: Alarm für Cobra 11 (RTL)
- 2018: Tatort: Tollwut
- 2018: Das schönste Mädchen der Welt
- 2018: Kalte Füße
- 2022: Die Pfefferkörner (1 Folge)[10]
- 2024: Achtsam Morden (4 Folgen)

## Theater (Auswahl)
- 2001: Wegen Reichtum geschlossen (Theater an der Parkaue Berlin)
- 2014: Wurzeln aus Stahl (Landesbühne Sachsen)